# Bedřich Opočenský
Bedřich Opočenský (24. května 1924, Boratín, Volyň, Polsko – 29. října 2016) byl český válečný veterán.
V březnu 1944 vstoupil do Československého armádního sboru v Sovětském svazu, kde absolvoval tankistický výcvik. Účastnil se např. karpatsko-dukelské, jaselské nebo ostravské operace. Roku 1946 byl demilitarizován a dostal hospodářství se zámečnickou dílnou v Sedlci u Litoměřic. Po znárodnění dílny pracoval v traktorové stanici JZD a poté jako dílenský mistr v textilce.
Byl posledním z žijících velitelů tanků, kteří osvobozovali Ostravu. 11. listopadu 2016 měl být z hodnosti plukovníka povýšen na brigádního generála.